# Bogonóssovo
Bogonóssovo (en rus: Богоносово) és un poble (un khútor) de l'óblast de Vorónej, a Rússia, segons el cens del 2010 tenia 6 habitants.